# Tutela antecipada
Tutela antecipada é o ato do juiz, por meio de decisão interlocutória, que adianta ao postulante, total ou parcialmente, os efeitos do julgamento de mérito, quer em primeira instância, quer em sede de recurso.
No direito brasileiro, o instituto está previsto nos artigos 300 a 304 do Código de Processo Civil que autorizam ao juiz conceder ao autor (ou ao réu, nas ações dúplices) um provimento imediato que, provisoriamente, lhe assegure o bem jurídico a que se refere a prestação do direito material reclamada no litígio. Diferencia-se das medidas cautelares eis que nestas a decisão visa resguardar o direito que será definido posteriormente. Assim, no direito brasileiro, é considerada uma espécie do gênero tutela de urgência (a outra espécie seria a tutela cautelar).

## Origem do direito italiano
Tem origem nos provvedimenti d’urgenza do art. 700 do Código de Processo Civil italiano. Tal artigo é semelhante ao artigo 297 do Código de Processo Civil brasileiro e inicialmente era aplicado apenas às liminares em processo cautelar. Porém, com a vigência do Código de Processo Civil de 2015, esta previsão passou a abranger as tutelas provisórias em geral.

## Natureza jurídica
Visa essa figura jurídica, primordialmente, a acelerar e proporcionar uma maior efetividade à prestação jurisdicional, diante da lentidão do curso normal do processo. Não se deve confundir com a tutela cautelar: esta visa resguardar o direito discutido na lide, enquanto que a tutela antecipada busca adiantar os efeitos do próprio pedido principal. 
O principal objetivo desse instituto foi de suprir a necessidade, que estava preocupando a consciência jurídica universal, para evitar o perigo da demora do processo, não deixá-lo transformar-se em providência inútil para cumprimento de sua função natural de instrumento de atuação e defesa do direito subjetivo material da parte vencedora.
Alguns autores como Jean Carlos Dias e Luiz Guilherme Marinoni aprofundaram essas noções demonstrando que a antecipação de tutela é uma exigência do princípio da jurisidição adequada, sobretudo quando se tem em vista a tutela de direitos fundamentais.

## Requisitos
1. Prova inequívoca da verossimilhança.
A prova inequívoca é aquela eminentemente documental que é trazida aos autos, resultando em uma análise do magistrado que não é ainda definitiva, pois ele trabalha no campo da probabilidade. Advém de um juízo de cognição sumária que o faz decidir pelo acolhimento das alegações deduzidas pelo autor em sua peça inicial. Muitas vezes é chamado de fumus boni iuris (fumaça de bom direito).
2. Reversibilidade dos efeitos da decisão. 
A tutela antecipada somente será concedida se, em caso uma eventual sentença de improcedência, puderem ser revertidos os efeitos concretos gerados pela decisão provisória, fazendo as partes retornarem ao status quo ante. Com o transcorrer do processo, provas podem ser produzidas e com o aprofundamento da cognição, o julgador pode entender que o autor não tem razão e reverter a sua decisão inicial. A reversibilidade deve ser da decisão e dos efeitos da decisão.
3. Fundado receio de dano irreparável ou de difícil reparação.
Também chamado de periculum in mora, significa que deve a parte provar que a demora na tutela jurisdicional acarretará ao titular do direito um dano irreparável ou de difícil reparação, ou que há risco ao resultado útil do processo.
Note-se que o juiz não pode concedê-la de ofício, devendo, no entanto, fundamentar a sua decisão, concessiva ou denegatória. 